# ISO 3166-2:IN
ISO 3166-2:IN är en ISO-standard som definierar geokoder. Den är en delmängd av ISO 3166-2 och gäller i Indien. Koden är tvådelad och består av ISO 3166-1-koden för Indien (IN), samt en tvåställig underkod för varje delstat eller unionsterritorium.

## Kodlista

### Delstater
| Delstat           | Kod   |
| ----------------- | ----- |
| Andhra Pradesh    | IN-AP |
| Arunachal Pradesh | IN-AR |
| Assam             | IN-AS |
| Bihar             | IN-BR |
| Chhattisgarh      | IN-CG |
| Goa               | IN-GA |
| Gujarat           | IN-GJ |
| Haryana           | IN-HR |
| Himachal Pradesh  | IN-HP |
| Jharkhand         | IN-JH |
| Karnataka         | IN-KA |
| Kerala            | IN-KL |
| Madhya Pradesh    | IN-MP |
| Maharashtra       | IN-MH |
| Manipur           | IN-MN |
| Meghalaya         | IN-ML |
| Mizoram           | IN-MZ |
| Nagaland          | IN-NL |
| Orissa            | IN-OR |
| Punjab            | IN-PB |
| Rajasthan         | IN-RJ |
| Sikkim            | IN-SK |
| Tamil Nadu        | IN-TN |
| Telangana         | IN-TG |
| Tripura           | IN-TR |
| Uttarakhand       | IN-UA |
| Uttar Pradesh     | IN-UP |
| Västbengalen      | IN-WB |

### Unionsterritorier
| Unionsterritorium                        | Kod   |
| ---------------------------------------- | ----- |
| Andamanerna och Nikobarerna              | IN-AN |
| Chandigarh                               | IN-CH |
| Dadra och Nagar Haveli och Daman och Diu | IN-DH |
| Delhi                                    | IN-DL |
| Jammu och Kashmir                        | IN-JK |
| Ladakh                                   | IN-LA |
| Lakshadweep                              | IN-LD |
| Puducherry                               | IN-PY |